# Easton Maudit
Easton Maudit è un villaggio e parrocchia civile dell'Inghilterra, appartenente alla contea del Northamptonshire.